# Tomohiro Yamauchi
Tomohiro Yamauchi (山内 智裕 Yamauchi Tomohiro?), född 5 september 1987 i Kagoshima prefektur, är en japansk före detta fotbollsspelare.
Yamauchi började sin karriär 2010 i FC Gifu. Efter FC Gifu spelade han för FC Kagoshima, Matsue City FC och Kochi United SC. Han avslutade karriären 2018.